# Amietophrynus gracilipes
Amietophrynus gracilipes е вид жаба от семейство Крастави жаби (Bufonidae). Видът е незастрашен от изчезване.

## Разпространение
Разпространен е в Габон, Демократична република Конго, Екваториална Гвинея, Камерун и Нигерия.

## Описание
Популацията на вида е намаляваща.